# Menuka Rawat
Menuka Rawat (ur. w 1972) – nepalska lekkoatletka, olimpijka.
Uczestniczka igrzysk w Seulu (1988). W Korei Południowej uzyskała 61. wynik w maratonie na 64 sklasyfikowane zawodniczki (3:11:17).
Rekord życiowy w biegu maratońskim – 3:11:17 (1988).